# Новое Подвязье
Новое Подвязье — деревня в Андреапольском муниципальном округе Тверской области.

## География
Находится в западной части Тверской области на расстоянии приблизительно 17 км на юг по прямой от города Андреаполь.

## История
Ещё на карте Шуберта была отмечена деревня Подвязы. В 1859 году здесь (деревня Подвязье Бельского уезда) Смоленской губернии было учтено 7 дворов, в 1939 (уже Новое Подвязье) — 20. До 2019 года входила в Андреапольское сельское поселение Андреапольского района до их упразднения.

## Население
Численность населения: 89 человек (1859 год), 47 (русские 87 %) 2002 году, 18 в 2010.